# 한국무용협회
한국무용협회는 1964년 2월 28일 대한민국 문화체육관광부 소관의 사단법인으로 등록되었다. 전국초중고무용콩쿠르, 전국신인무용경연대회, 젊은안무자창작공연, 서울무용제, 대한민국무용대상, 국제현대무용콩쿠르, 전국무용제 등을 주최하고 있다.

## 같이 보기
- 한국 무용
- 현대 무용
- 발레
- 한국발레협회